# Agricom Group
Agricom Group (Агріком Груп) — національна агропромислова група, що об'єднує сільськогосподарські, переробні та торгові підприємства (агрохолдинг). Спеціалізується на виробництві та дистрибуції продуктів харчування. Лідер із виробництва та переробки безглютенового вівса. Торгові марки “Добродія”, San Grano, WOWOATS, YUMMOJI представлені в найбільших національних торгових мережах в усіх регіонах України, а також експортуються до понад 40 країн світу. У 2015 році національна агропромислова група Agricom Group увійшла до рейтингу Золотої Аграрної Еліти України [Архівовано 14 червня 2019 у Wayback Machine.]. У 2019 році згідно рейтингу AgroHub Група ввійшла до п’ятірки найінноваційніших агрохолдингів України. А у 2021 році стала номінантом рейтингу ТОП-25 найважливіших інвестиційних проєктів, що реалізуються в Україні (журнал “Влада та гроші”).

## Структура національної агропромислової групи Agricom Group

### Чернігівський кластер
Представлений на територіях сіл Кархівка, Киїнка, Красне, Ладинка, Михайло-Коцюбинське, Радянська Слобода (з 2016 - Трисвятська Слобода), Серединка, Слобода, Старий Білоус, Шестовиця та Мньов, що знаходяться у Чернігівському районі. Вирощуються культури: пшениця, овес, кукурудза, соняшник, соя. Підприємства кластера: «Агрофірма Іванівка АГ», «Красне-інвест», «Агробіоз». Загальна площа сільськогосподарських угідь — близько 9000 Га.

### Білокуракинський кластер (тимчасово під окупацією в зв’язку з російською агресією)
У Білокуракинському районі Луганської області вирощуються традиційні для регіону пшениця, кукурудза, овес, соняшник. Також розвивається виробництво нетрадиційних для даної місцевості культур: льон, ріпак, нут і сорго. Підприємства кластера: «Прогрес» та «Партнер». Загальна площа сільськогосподарських угідь — близько 14 000 Га.

### Житомирський кластер
В серпні 2016 року до складу Agricom Group увійшли підприємства «Поліський край», «Колос», «Лан Полісся Агро», «Лібос». Загальна площа сільськогосподарських угідь — близько 9 000 Га.

### Елеваторний комплекс «Мі-Агро» (тимчасово під окупацією в зв’язку з російською агресією)
(смт Білокуракино, Білокуракинського району) — сертифікований зерновий склад, який призначений для заготовки і зберігання великих партій зерна тривалий період часу, доведення його до кондиційного стану. Потужність зберігання — 41 000 тонн. Складається з технологічної поточної лінії прийому, обробки, очищення, сушіння, зберігання і відвантаження зерна, з гнучким зв'язком ритму та продуктивності усіх машин та механізмів, та зерносховища, призначеного для приймання зерна з автотранспорту, очищення, зберігання у силосах та відвантаження автомобільним транспортом. На елеваторному комплексі обладнано сертифіковану лабораторію з оцінки якості зерна та найновіше маніпуляційне комп'ютерне обладнання для відбору проб та оперативного проведення аналізів (від швидкого експрес-аналізу до комплексних спеціалізованих та високоточних аналізів зернових та олійних культур).  

### Торговий дім«Добродія Фудз»
Виробничий напрямок Agricom Group представлений заводом із виготовлення пластівців із зернових культур і продуктів на їх основі, а також торговим домом “Добродія Фудз”.
У травні 2018 року в смт Михайло-Коцюбинське Чернігівської області запрацював найпотужніший в Європі повністю автоматизований виробничий комплекс із виготовлення пластівців із зернових культур і продуктів на їх основі. Загальний об’єм інвестицій у завод складає $11 млн. Нині на заводі виготовляється продукція під власними торговими марками «Добродія», San Grano, WOWOATS, YUMMOJI — пластівці із зернових, суміші злакових, гранола, мюслі, готові сніданки, снеки, десерти тощо.
Виробництво оснащено інноваційним технічним обладнанням швейцарської компанії Buhler AG. Завод повністю автоматизований, що мінімізує людський фактор у виробництві. Підприємство сертифіковане за стандартами HALAL, KOSHER, Organic Standard та GLUTEN FREE.